# Archeologia urbana

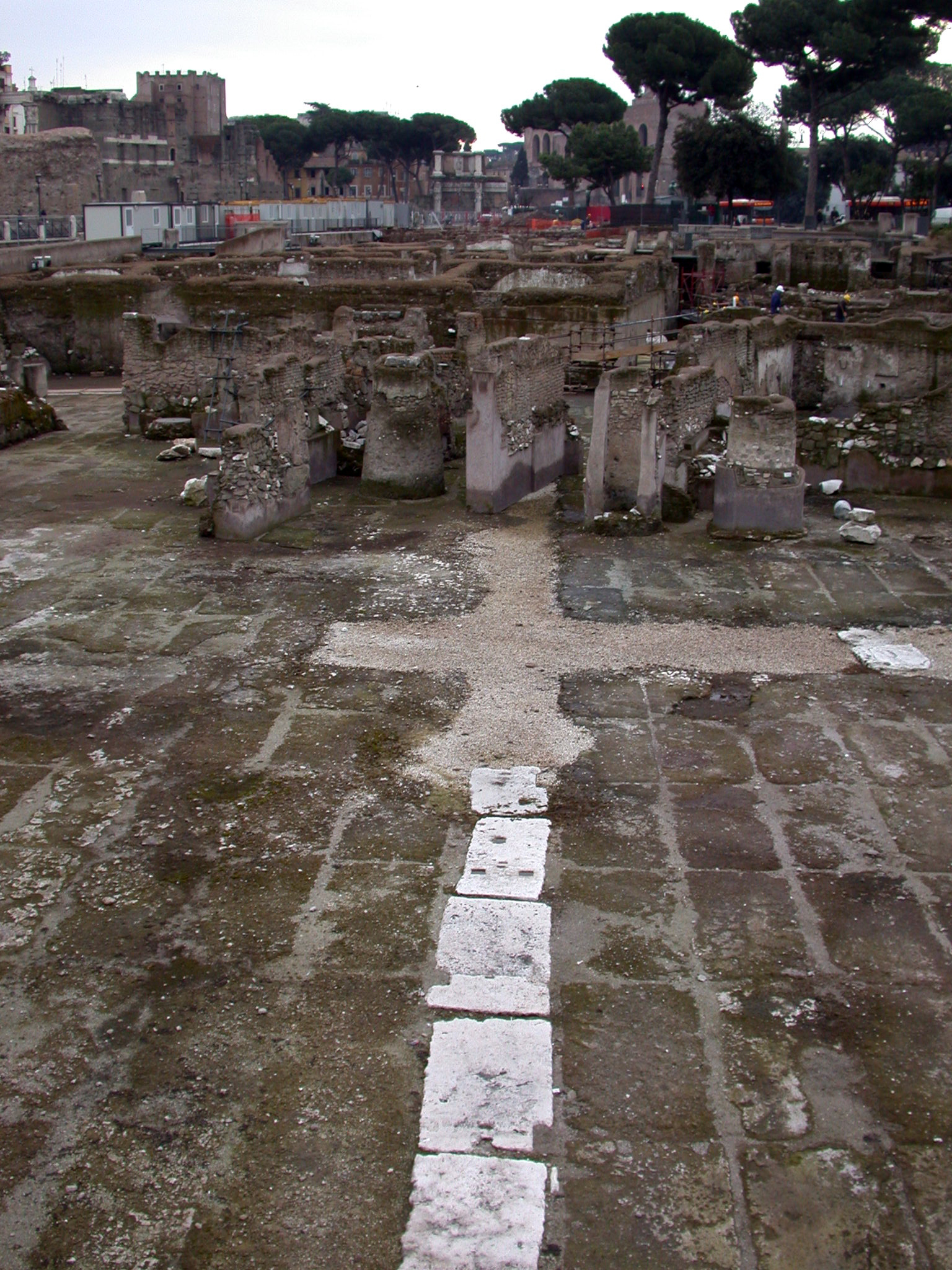
Un esempio di archeologia urbana al Foro di Traiano a Roma

L'archeologia urbana si occupa degli scavi archeologici svolti nel contesto urbano di una città.
Al pari di quella industriale è una specializzazione relativamente moderna dell'archeologia ed è condizionata non tanto dall'ubicazione dell'area da scavare, ma soprattutto dal fatto che, abitualmente, l'area interessata è stata abitata per lunghissimi periodi, talvolta ininterrottamente, fin dall'antichità.
L'intervento di scavo è teso quindi nella maggior parte dei casi ad illustrare la storia di lungo periodo dell'area e le trasformazioni avvenute nell'uso del territorio durante i secoli.
Molto spesso si tratta di scavi di emergenza, in quanto questo intervento non è programmato, ma si verifica in conseguenza di lavori, pubblici o privati, che comportano escavazioni. Avviene però talvolta che lo scavo stesso sia inteso come una fase di un più generale intervento urbanistico di riqualificazione, salvaguardia, valorizzazione di aree urbane. In quest'ultimo caso lo scavo archeologico deriva dall'interazione e dall'apporto di diverse discipline: architettura, urbanistica, sociologia, pianificazione territoriale.

## Metodo ed esiti
Il metodo di scavo è quello abituale stratigrafico, mentre le strategie da mettere in opera dipendono non solo dalle situazioni archeologiche che si vanno identificando, ma anche e soprattutto dalla situazione logistica ed ambientale (scavo in trincee lungo strade a forte percorrenza, scavi in sottofondazione di edifici ecc.) in cui ci si trova ad operare.
Non si applica quindi, spesso, lo scavo open area, cioè quello su grandi superfici non delimitate, in cui il limite dello scavo coincide con i confini degli strati archeologici; si tratta spesso di scavare a sezione obbligata, avendo quindi come confine dello scavo pareti di edifici, profonde sezioni di terreno, strutture edilizie o infrastrutture (tubazioni, condotte elettriche interrate, fognature ecc.) È quindi particolarmente importante garantire, nel corso dello scavo, la sicurezza sia degli operatori che delle strutture circostanti.
Per tutte queste ragioni l'archeologia urbana solo raramente produce siti visitabili e chiaramente comprensibili: si pensi alla necessità del rinterro o alle difficoltà didattiche legate alla compresenza di strati ed elementi costruttivi appartenenti a fasi storiche spesso lontanissime. Dopo la fase di scavo è pertanto necessaria una fase di sistemazione dei resti rinvenuti, sulla quale è possibile riflettere solo dopo la fine dello scavo stesso, particolarmente difficile in ambito urbano per l'esigenza di mediare tra le esigenze della conservazione e quelle delle normali attività della vita cittadina.
Uno dei più importanti studiosi dell'archeologia urbana (anche se la disciplina non aveva la denominazione attuale) si può considerare Rodolfo Lanciani (1845-1929), docente di topografia di Roma antica, autore della Forma Urbis Romae (1893-1901). Nello studio monumentale Lanciani non solo tentò la ricostruzione (in pianta) degli edifici della Roma antica e medievale, ma annotò con grande cura tutti i ritrovamenti di strutture antiche che si ebbero durante la tempestosa fase costruttiva della nuova Roma Capitale d'Italia.
Sebbene problematiche simili si fossero affrontate già in occasione degli scavi di Pompei, furono soprattutto le indagini archeologiche condotte sulle aree urbane distrutte dai bombardamenti nella seconda guerra mondiale, particolarmente in Europa settentrionale, a rendere evidente la necessità di trovare un diverso metodo di scavo.
Casi esemplari di moderna archeologia urbana in Italia sono stati lo scavo della Metropolitana di Milano e soprattutto quello della Crypta Balbi a Roma, che ha avuto esito in un museo eccezionale dal punto di vista illustrativo e didattico che costituisce una delle sedi espositive del Museo Nazionale Romano.